# جيل شولين

جيل شولين (بالإنجليزية: Jill Schoelen)‏ هي ممثلة أمريكية ولدت في يوم 21 مارس 1963 في مدينة بربانك (كاليفورنيا) في الولايات المتحدة، مثلت في عدة أفلام ومسلسلات أمريكية منها فلم When a Stranger Calls Back في 1993 و The Stepfather في 1986.

## روابط خارجية
- جيل شولين على موقع IMDb (الإنجليزية)
- جيل شولين على موقع ألو سيني (الفرنسية)
- جيل شولين على موقع أول موفي (الإنجليزية)
- جيل شولين على موقع قاعدة بيانات الأفلام السويدية (السويدية)
- جيل شولين على موقع إن إن دي بي (الإنجليزية)
- جيل شولين على موقع قاعدة بيانات الفيلم (الإنجليزية)
- جيل شولين على موقع كينوبويسك (الروسية)